# Полет 1282 на „Аляска Еърлайнс“
Полет 1282 на „Аляска Еърлайнс“ е редовен вътрешен полет, изпълняван от „Аляска Еърлайнс“ от международното летище „Портланд“, Портланд, Орегон, до международното летище „Онтарио“, Онтарио, Калифорния. Малко след излитане на 5 януари 2024 г. тапата на вратата (конструкция, инсталирана, за да замени опционална врата за авариен изход) на самолет „Боинг 737 МАКС 8“ се откъсва от корпуса и причинява неконтролирана декомпресия на самолета. Самолетът се връща в Портланд за аварийно кацане и всички 171 пътници и 6-има членове на екипажа оцеляват при инцидента, като трима получават леки наранявания.
Два дни след инцидента летенето с всички самолети „Боинг 737 МАКС 8“ е спряно на територията на Съединените американски щати. Към септемпври 2024 г. продължава разследването на инцидента от Националния борд по безопасност на транспорта. В предварителен доклад, публикуван на 6 февруари, се казва, че четири болта, предназначени да закрепят тапата на вратата, липсват, когато инцидентът настъпва, и че записите на „Боинг“ показват доказателства, че тапата е монтирана отново без болтове преди първоначалната доставка на самолета.
През март 2024 г. пътници отказват да летят с този вид самолет, което допълнително оказва негативно влияние върху вече накърненото доверие към компанията „Боинг“ предвид двете катастрофи със същия летателен апарат няколко години по-рано. В края на 2018 г. при полет 610 на „Лайън Еър“ самолетът се разбива в Яванско море и убива 189 души на борда, а пет месеца по-късно при полет 302 на „Етиопиън Еърлайнс“ летателният апарат се разбива шест минути след излитане, като убива 157 души на борда. Катастрофите довеждат до двугодишно спиране на самолета в световен мащаб и разследване на това как е одобрен за обслужване на пътници.